# Sukaasih (Singaparna)
Sukaasih is een bestuurslaag in het regentschap Tasikmalaya van de provincie West-Java, Indonesië. Sukaasih telt 4271 inwoners (volkstelling 2010).